# えびの高原

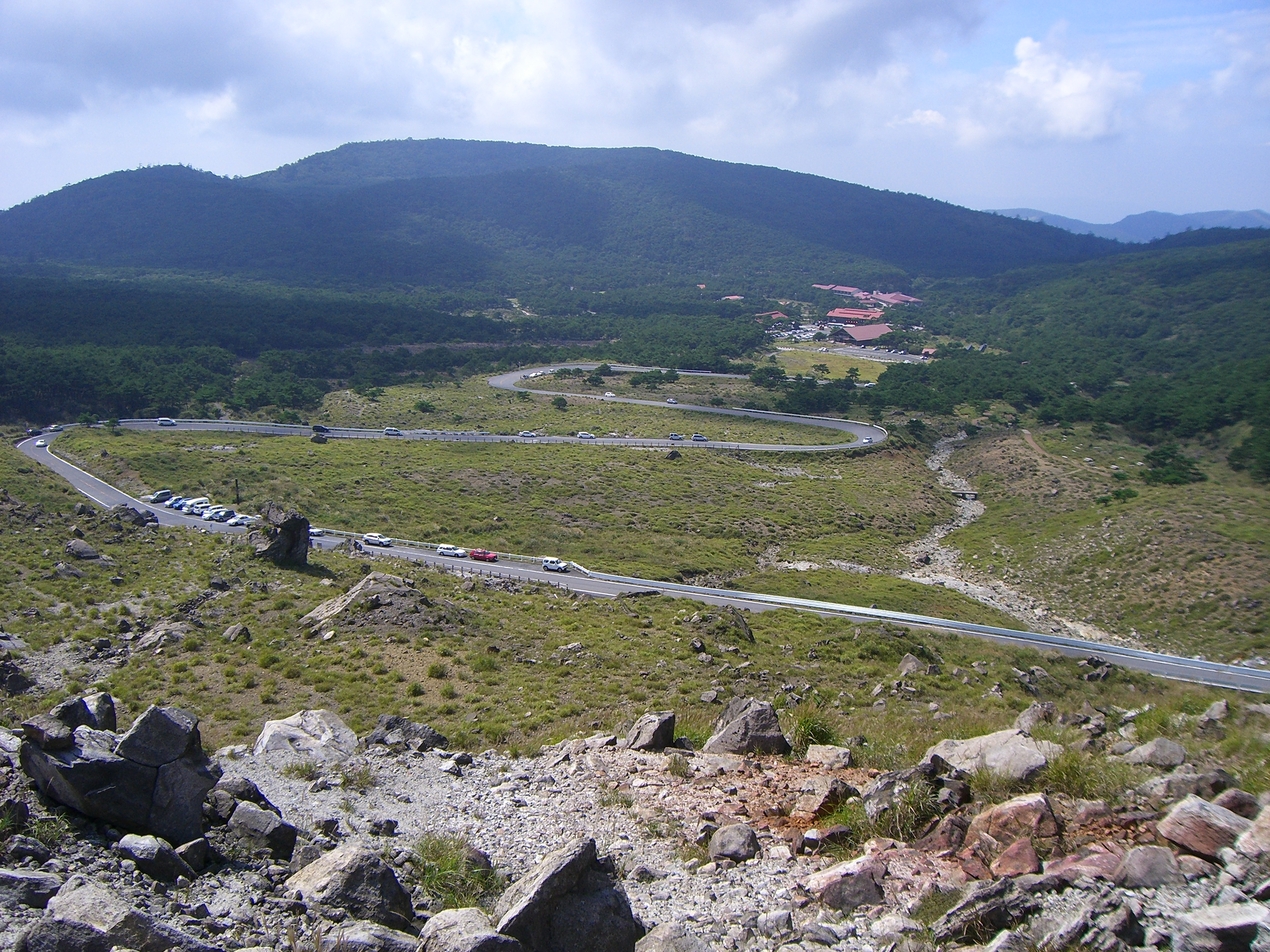
えびの高原

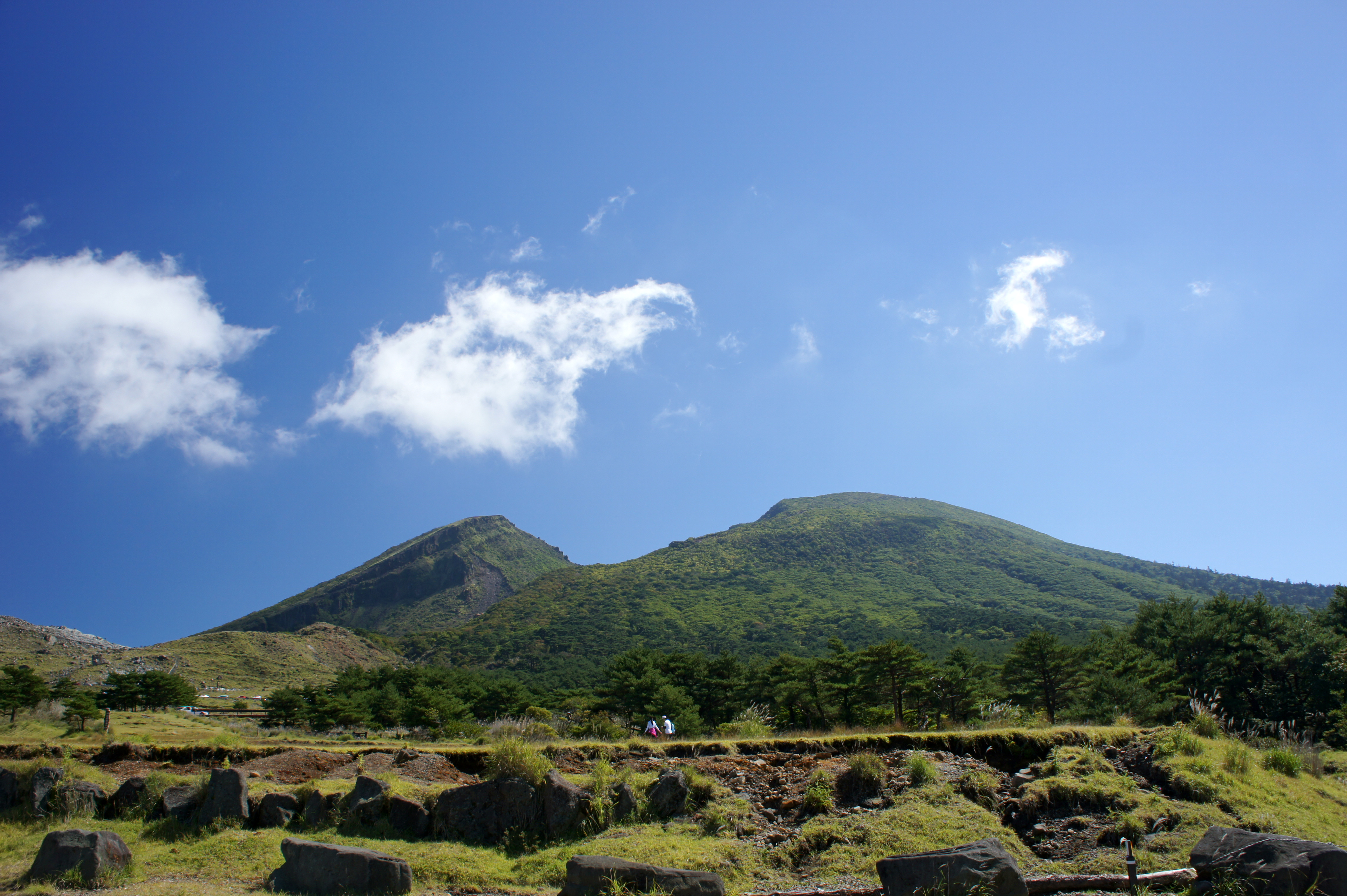
えびの高原、背後は韓国岳

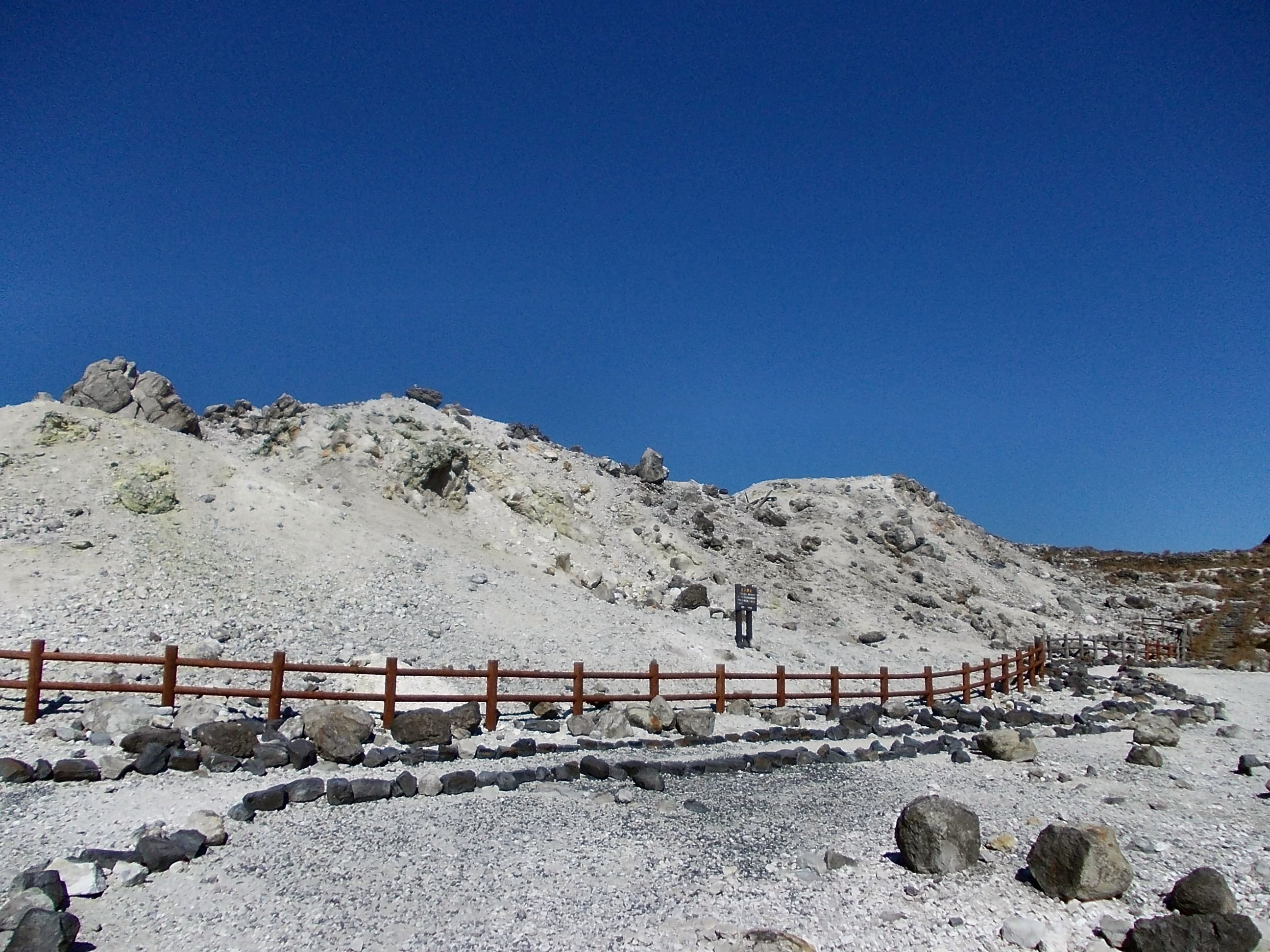
硫黄山

えびの高原（えびのこうげん）は、九州南部に連なる霧島山の韓国岳、蝦野岳、白鳥山、甑岳に囲まれた盆地状の高原である。

## 地理
標高は約1,200mあり、宮崎県えびの市の南東部に位置する。狭義のえびの高原は韓国岳北西斜面に広がる面積約0.8平方キロメートルのなだらかな火山性扇状地を指すが、広義では韓国岳、蝦野岳、白鳥山、甑岳に囲まれた面積約5平方キロメートルの盆地全体を指す。
霧島錦江湾国立公園の一部となっており、年間約80万人の観光客が訪れる。高原北部に不動池、六観音御池、白紫池（びゃくしいけ）などの火口湖が点在し、池を巡る自然研究路は「美しい日本の歩きたくなるみち500選」に選定されている。また、ここから韓国岳や大浪池への登山道が延びており、霧島山登山拠点の一つともなっている。温泉が湧出する保養地でもある。
地質は韓国岳火口から噴出した凝灰角礫岩や、硫黄（いおう）山、不動池、六観音御池、白紫池から噴出した完新世溶岩などで覆われている。地下4-5メートル付近に倒木が埋没している地層があり、火山活動と森林化が繰り返されたことを示している。

## 生物
韓国岳北西斜面の火山性扇状地はススキ野となっており、秋には赤く色づく。これは硫黄山から噴出する亜硫酸ガスが酸化され希硫酸となりススキに含まれるアントシアンに作用するためとされ、えびの高原の雨の多さ、秋の気温低下、強い紫外線などの条件も関与していると考えられている。
周辺の丘陵地にはアカマツなどの美林が広がっており、「森林浴の森100選」に選定されている。世界でもえびの高原近辺にしか自生しないノカイドウ（天然記念物指定）をはじめとして、ミヤマキリシマの群落、コツクバネウツギ、イワカガミやミヤマイツルソウなどの高山植物が見られる。
キュウシュウジカやイノシシなどが生息しており、秋に雄のシカが雌のシカを呼ぶ鳴き声は「日本の音風景100選」に選定されている。

## 歴史
「えびの」という名称の由来は、秋になるとススキ野が一面葡萄（えび）色に変わる景色から名付けられたとする説が一般的である。その一方で、入り江（鹿児島湾）を望む火山（韓国岳）の裾野すなわち江火野を語源とする説もあり正確な由来はわかっていない。
10世紀中頃には性空が修行に訪れ、江戸時代にはしばしば島津氏が立ち寄っている。江戸時代以降、硫黄山付近で硫黄の採掘が行われるようになった。
1950年代に入ってから宮崎県が中心となって観光地としての整備が行われた。もともとは硫黄採掘者のための小屋が存在する程度だったが、1951年（昭和26年）、不動池付近にロシア風の山小屋が建設され登山客を集めるようになった。1953年（昭和28年）には飯野町からの県道が開通するとともに県営宿舎が開業している。
1958年（昭和33年）には北霧島有料道路（県道1号）が開通しアクセスが改善された。この道路の建設にあたっては当時の国会議員瀬戸山三男の尽力があったといわれている。また、岩切章太郎によってえびの高原ホテル（当時の名称は霧島高原ホテル）が建てられ保養地としての整備が進んだ。観光開発初期の知名度はあまり高くはなかったが、当時の日本国有鉄道西部支社長がえびの高原を訪れ、準急列車の愛称に「えびの」を採用したことで日本全国に知られるようになった。

## 施設

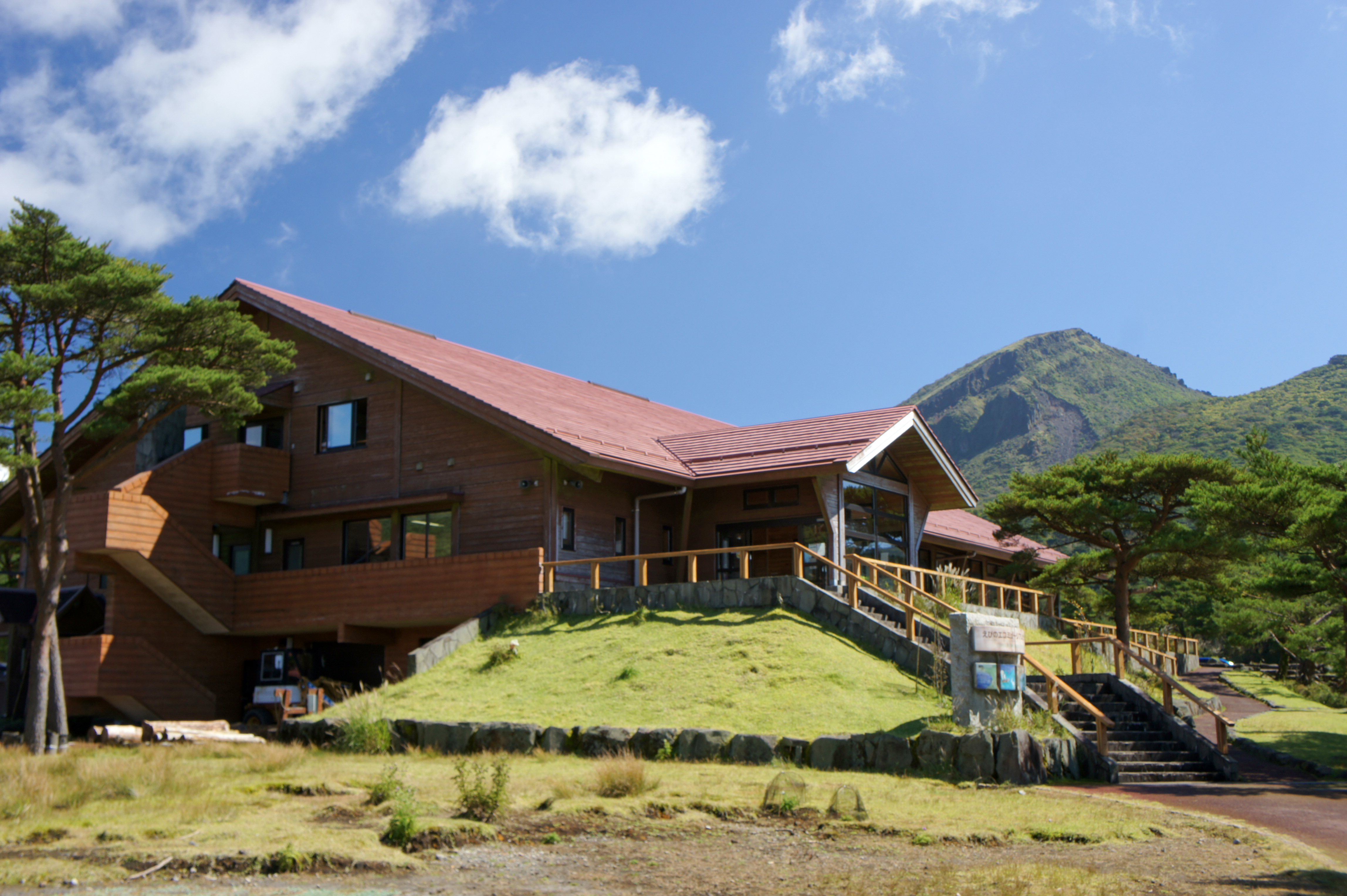
えびのエコミュージアムセンター

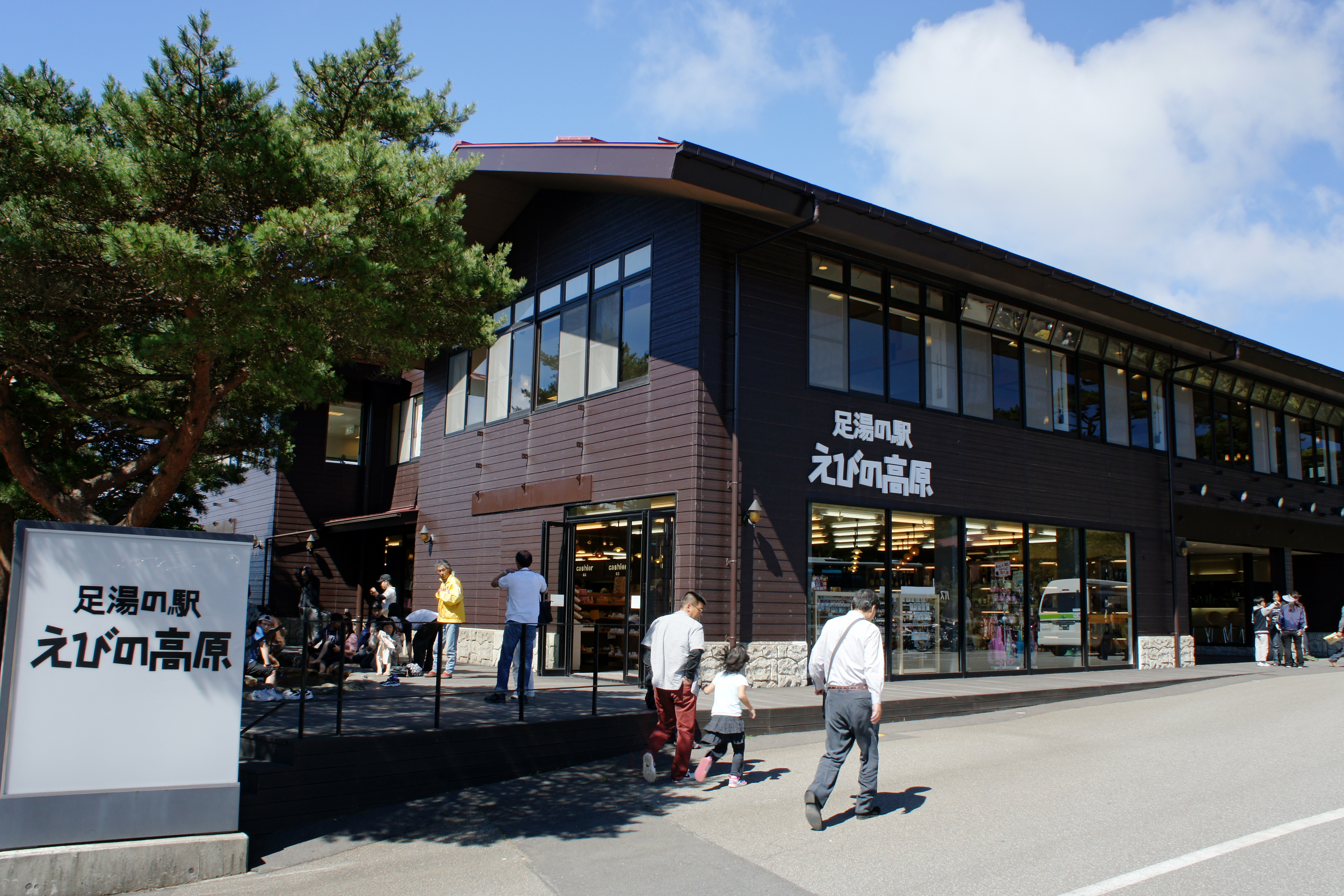
足湯の駅えびの高原

- えびのエコミュージアムセンター
- 足湯の駅えびの高原
- えびの高原キャンプ村
- えびの高原スケート場
- えびの高原ホテル
- 環境省えびの管理官事務所